# Isaac da Costa

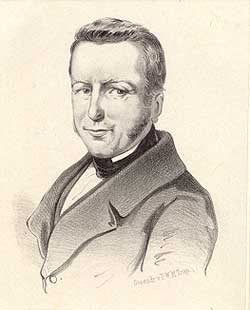
Isaac da Costa

Isaac da Costa (14 de Janeiro de 1798 em Amsterdã; 18 de Abril de 1860 em Amsterdã), era um poeta judeu português de língua holandesa e um historiador do povo israelita.